# Żadino
Żadino (ros. Жадино) – wieś (ros. село, trb. sieło) w zachodniej Rosji, w sielsowiecie puszkarskim rejonu korieniewskiego w obwodzie kurskim.

## Geografia
Miejscowość położona jest nad Sejmem i jego dopływem Grunią, 2 km od centrum administracyjnego sielsowietu puszkarskiego (Puszkarnoje), 11 km od centrum administracyjnego rejonu (Korieniewo), 101 km od Kurska.
W granicach miejscowości znajdują się 164 posesje.

## Demografia
W 2010 r. miejscowość zamieszkiwało 315 osób.